# Megalictis
Megalictis ("gran comadreja") es un género extinto de mustélidos depredadores de gran tamaño que existió en América del Norte durante  el Mioceno temprano. Tenía el aspecto de un hurón enorme (del tamaño de un jaguar), con un peso de entre 60 y 100 kilogramos.

## Descripción
Megalictis fue uno de los mustélidos terrestres más grandes, superando en tamaño a otros como Ekorus, Eomellivora y Plesiogulo. Se ha descrito como un animal con patas cortas y robustas, con pies cortos y garras largas no retráctiles, similar a un hurón moderno pero de mayor tamaño, y cuyos dientes indican que era un animal tan depredador como el glotón, pero su esqueleto apunta a hábitos más fosoriales.
Los cráneos recuperados de Megalictis ferox tenían longitudes condilobasales similares a los jaguarundis modernos, que van de los 189,5 mm a los 241,1 mm de longitud, y tan anchos como los de algunos osos negros (de los 106,1 mm a los 136 mm). El análisis del borde anterior arroja una amplia abertura en relación con su corta longitud rostral, lo que sugiere que Megalictis poseía una poderosa fuerza de mordida, similar a las hienas y glotones modernos.